# حكاية رمزية (رواية)
حكاية رمزية (بالإنجليزية: A Fable) هي رواية صدرت عام 1954 كتبها المؤلف الأمريكي ويليام فوكنر. قضى أكثر من عقد في كتابتها ووضع الكثير من الجهد فيها، إذ كان يود أن تكون هذه الرواية «أفضل عمل في حياتي وربما في زمني». حازت على جائزة بوليتزر والجائزة الوطنية للكتاب. وتاريخيًا، يمكن اعتبار الرواية تمهيدًا لرواية كاتش -22 لجوزيف هيلر.

## نظرة عامة
تجري أحداث الرواية في فرنسا خلال الحرب العالمية الأولى، ضمن إطار زمني مدته أسبوع واحد في عام 1918. يأمر العريف ستيفان -الذي تمثل شخصيته إعادة تجسيد ليسوع- ثلاثة آلاف جندي بعصيان الأوامر التي تقضي بالهجوم في حرب الخنادق الوحشية المتكررة. في المقابل، يتوقف الألمان عن الهجوم، وتتوقف الحرب عندما يدرك الجنود أن الأمر يتطلب جهتين لخوض حرب. أما القائد العام -الذي يمثل القادة الذين يستخدمون الحرب للحصول على السلطة- يدعو نظيره الألماني لمناقشة كيفية إعادة إشعال الحرب. ثم يعتقل ستيفان ويعدمه. قبل إعدام ستيفان، يحاول القائد العام إقناع العريف بعدم إمكانية إيقاف الحرب، لأنها جوهر الطبيعة البشرية.
بعد إعدام العريف، تُعاد جثته إلى زوجته وأخواته، ويدُفن في فيين لا بوسيل. بعد استئناف النزاع، يُدمر قبر العريف بنيران مدفعية. فتنتقل روح العريف إلى ساعٍ حربي بريطاني، وينتهي المطاف به في مواجهة القائد العام القديم.

## التحليل النقدي
لاحظ فيليب بلير رايس في مراجعة معاصرة أن هذه الرواية أعادت فوكنر إلى موضوع عام واحد إلى جانب ولاية مسيسيبي، وهو الحرب العالمية الأولى، مثلما ناقش دايتون كولر، في تحليله المعاصر للرواية، نهج الرواية من خلال الأسطورة. أسهب إرنست ساندين بتفصيل أوجه الشبه بين العريف ويسوع المسيح. أشار جوليان سميث إلى أوجه التشابه بين رواية حكاية رمزية ورواية طرق المجد للكاتب همفري كوب. عاين فرانك توراج الصور والمواضيع المتعارضة من حيث الجدلية في الرواية. ناقش توماس إي كونولي العلاقة بين الحبكات الرئيسية الثلاث للرواية مع بعضها البعض.
فسر ريتشارد هـ. كينغ رواية حكاية رمزية على أنها المحاولة الرئيسية الكبرى لفوكنر لتصوير العمل السياسي ضمن رواياته، ووصفها بأنها «رواية فوكنر السياسية الفاشلة». وأشار روبرت دبليو. هوتن إلى إعادة صياغة فوكنر للرواية من قصة «ملاحظات حول لص الأحصنة» لتصبح حكاية رمزية. حلل ويليام ج. سودر شخصية القائد العام بشكل تفصيلي.

## الجوائز
- 1955 جائزة بوليتزر عن فئة الأعمال الخيالية.[2]
- 1955 الجائزة الوطنية للكتاب عن فئة الأعمال الخيالية.[3]

## روابط خارجية
- حكاية خرافية (رواية) على موقع الموسوعة البريطانية (الإنجليزية)